# Aqba-hammu
Aqba-hammu (XVIII w. p.n.e.) – amorycki władca Karany, miasta identyfikowanego obecnie ze stanowiskiem Tell al-Rimah w północnym Iraku. Odnaleziono należącą do niego pieczęć cylindryczną z inskrypcją głoszącą, iż był on „sługą” (tj. wasalem) Hammurabiego z Babilonu. W archiwach pałacowych w Tell al-Rimah zachowała się jego korespondencja z jego żoną Iltani.